# 聚才路駅
聚才路駅（しゅさいろえき）は、中華人民共和国浙江省杭州市浜江区保利・時光里に位置する杭州地下鉄5号線の駅である。

## 歴史
- 2020年4月23日：開業[1][2]。

## 駅構造
島式ホーム1面2線を有する地下駅。

### のりば
案内上ののりば番号は設定されていない。
| 路線    | 方向 | 行先                 |
| ------- | ---- | -------------------- |
| ■ 5号線 | 下り | 城站・南湖東方面     |
| ■ 5号線 | 上り | 火車南站・姑娘橋方面 |

（出典：杭港地下鉄:内部空间示意图）

## 利用状況
杭州浜江ハイテク区に位置しているため、周辺には多数のIT企業が集積しており、通勤時間帯の駅は非常に混雑します。2020年5月に駅が開通してから1ヶ月も経たないうちに、1日平均利用客数は約6,000人に達し、2023年初頭には1日平均1万8,000人（うち80%が通勤客）に急増しました。
当駅の出入口設計は頻繁に批判の的となります。A、C、Dの3つの出入口がありますが、地上に直接つながっているのはA出入口のみで、C・D出入口はすべて保利・時光里ショッピングモールに直結しています。駅開業時にはA出入口のみが開放され、中国では地下鉄利用に保安検査が必須なため、ラッシュ時にはA出入口に長い列が日常的に発生していました。
白馬湖国際会展中心最寄の18号線の白馬湖駅（仮称）がまだ建設中であるため、当駅は現時点で会展中心に最も近い地下鉄駅です。このため、毎年開催される中国国際動漫節期間中は、当駅周辺で多数のシャトルバスが運行され、多くの来場者が当駅を利用します。

## 駅周辺
- 保利・浜匯之都 - 直結[注 1]
- 保利・時光里 - C・D出入口直結
- 徳信・時代之心
- 杭州聯吉ビル
- 新華三集団
- 長川科技
- 杭州人工知能産業園
- 華星創業園
- 英飛特ビル
- 杭州高新区火炬創新中心
- 中南建設ビル
- 中控信息ビル
- 拓森科技園
- 南岸晶都花園
- 和瑞科技園

## 隣の駅
杭州地下鉄
■ 5号線
長河駅 - 聚才路駅 - 江暉路駅